# 마리 킨
마리 킨(Marie Kean, 1918년 6월 27일 ~ 1993년 12월 29일)은 아일랜드의 영화배우이다.

## 영화
- 죽은 자들 (1987년)
- 엔젤 (1982년)
- 맥베스 (1979년)
- 배리 린든 (1975년)
- 라이언의 딸 (1970년) - 맥카들 부인 역
- 막다른 골목 (1966년)
- 빅 겜블 (1961년)